# ソール・パールマッター
- ソール・パールマッター
- ソール・パールムッター
- サウル・パールムッター

ソール・パールムッター（Saul Perlmutter, 1959年9月22日 - ）はアメリカ合衆国の天体物理学者。ローレンス・バークレー国立研究所、カリフォルニア大学バークレー校教授。イリノイ州生まれ。宇宙の加速膨張の観測に関する研究で、2011年ノーベル物理学賞受賞。父は、ペンシルバニア大学の名誉教授（化学・生体分子工学）のダニエル・D・パールムッター。Perlmutter の読みに関しては、パールムッターと読む場合も、パールマッターと読む場合も見られる。

## 来歴
パールムッターは、1959年にアシュケナージ系ユダヤ人の家庭に生まれ、幼少期はマウント・エアリーで過ごした。1981年にハーバード大学を卒業し、1986年にはカリフォルニア大学バークレー校から博士号（物理）が与えられた。Richard A. Mullerのもとで書いた博士論文は、後の研究成果に大きくつながることとなり、1968年ノーベル物理学賞受賞者のルイス・ウォルター・アルヴァレズなどと研究を共にする機会を得た。
パールムッターは、ローレンス・バークレー国立研究所の超新星宇宙論プロジェクトの代表者であり、シュミット等が率いるHZTプロジェクトと同様に、Ia型の超新星に関する研究を行っていた。1998年に発表した研究成果により、ブライアン・P・シュミット、アダム・リースと共に、「超新星観測による加速膨張宇宙の発見」の功績により2011年にノーベル物理学賞を受賞した。

## 賞歴
- アーネスト・ローレンス賞（2002年）
- ショウ賞天文学部門（2006年）
- グルーバー賞宇宙論部門（2007年）
- ディクソン賞科学部門（2009年）
- トムソン・ロイター引用栄誉賞（2010年）
- アルベルト・アインシュタイン・メダル（2011年）
- ノーベル物理学賞（2011年）
- 基礎物理学ブレイクスルー賞（2015年）